# Katarzyna Paszczyk
Katarzyna Paszczyk (ur. 1992) – polska zawodniczka rugby, reprezentantka kraju w odmianie siedmioosobowej. W lutym 2015 została wybrana najlepszą polską zawodniczką rugby 7 2014 roku w plebiscycie Husarze Polskiego Rugby 2014 organizowanym przez Polski Związek Rugby. Jako zawodniczka klubu Black Roses Posnania Poznań stawała na podium mistrzostw Polski w rugby 7 kobiet, a w sezonie 2014/2015 otrzymała tytuł MVP tych rozgrywek.
Poza rugby, gra również w siatkówkę, na pozycji przyjmującej lub atakującej. Dotychczas występowała w II-ligowych drużynach Olimpii Jawor i Energetyka Poznań.

## Życie prywatne
Wychowała się w Złotoryi w województwie dolnośląskim. Potem przeniosła się do Poznania na studia na Politechnice Poznańskiej.